# レズリー・ゼン
レズリー・ゼン（Lezley Zen、1974年2月19日 - ）は、アメリカ合衆国のポルノ女優。サウスカロライナ州チャールストン出身。

## 出演作品
- トワイライトリップス